# Ceri(IV) perrhenat
Ceri(IV) perrhenat là một hợp chất vô cơ có công thức hóa học Ce(ReO4)4. Hợp chất này được biết đến dưới dạng dung dịch có màu vàng nhạt, tuy nhiên dạng rắn của nó chưa được biết đến.

## Lịch sử
Trong một bài báo trên tạp chí hóa học Zeitschrift für anorganische und allgemeine Chemie năm 2019, Maurice Conrad và Thomas Schleid cho biết mục đích ban đầu của họ là thực hiện điều chế một hợp chất có công thức Ce(ReO4)4·nH2O. Tuy nhiên, do sự tinh khiết của các hóa chất mà họ sử dụng (cụ thể các hóa chất bị nhiễm calci và natri), họ lại thu được tinh thể không màu của phức CaNa(ReO4)3. Nguyên nhân là do họ sử dụng nước chống ion hóa không đúng cách. Tuy vậy, họ vẫn tiếp tục nghiên cứu phức chất vừa thu được.

## Điều chế
Ceri(IV) perrhenat được điều chế bằng cách cho ceri(IV) sulfat tác dụng với bari perrhenat trong dung dịch.
Ce(SO4)2 + 2Ba(ReO4)2 → Ce(ReO4)4 + 2BaSO4↓